# 어니스트 휘트먼

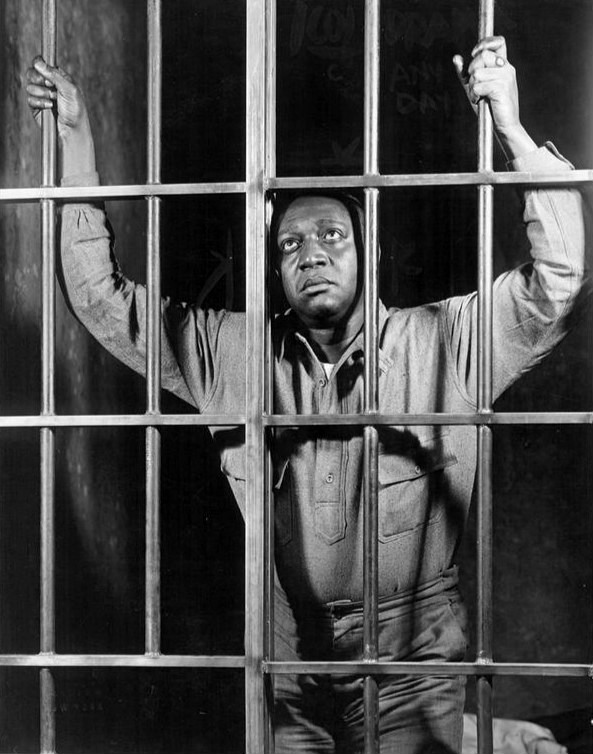

어니스트 휘트먼(Ernest Whitman, 1893년 2월 21일 ~ 1954년 8월 5일)은 미국의 배우, 텔레비전 배우, 영화배우이다.
포트스미스에서 태어났으며 할리우드에서 사망하였다. 사인은 심근 경색이다.

## 영화
- 태양은 밝게 빛난다 (1953년)
- 반조 (1947년)
- 내 남동생은 말과 이야기한다 (1947년)
- 쉬 우든트 세이 예스 (1945년)
- 잃어버린 주말 (1945년)
- 더 휴먼 코미디 (1943년)
- 폭풍우의 날씨 (1943년)
- 하늘의 오두막 (1943년)
- 블루스 인 더 나잇 (1941년)
- 잔지바르 가는 길 (1941년)
- 블루스의 탄생 (1941년)
- 캐슬 온 더 허드슨 (1940년)
- 메릴랜드 (1940년)
- 무법자 제시 제임스 (1939년)
- 상어섬의 죄수 (1936년)